# Bibio fuscitibia
Bibio fuscitibia är en tvåvingeart som beskrevs av Enrico Adelelmo Brunetti 1911. Bibio fuscitibia ingår i släktet Bibio och familjen hårmyggor. Inga underarter finns listade i Catalogue of Life.